# Фариас, Артуро
Арту́ро Сегундо Фа́риас Барра́са (исп. Arturo Segundo Farías Barraza; 1 сентября 1927, Сантьяго — 19 октября 1992) — чилийский футболист, играл на позиции защитника. Участник чемпионата мира 1950 года.

## Биография

### Клубная карьера
В течение одного сезона Фариас играл за «Сантьяго Морнинг». В 1948 году стал игроком «Коло-Коло», в котором прошла его основная карьера. За 10 сезонов в составе «вождей» он выиграл 2 чемпионских титула в 1953 и 1956 годах. Всего за эту команду сыграл 246 матчей и забил 23 гола. В 1958 году перешёл в «Депортес Ла-Серена», за который отыграл два сезона.

### Карьера в сборной
В составе сборной Чили играл на чемпионате мира 1950 года, где был основным игроком и сыграл в трёх матчах группового турнира со сборными Англии (0:2), Испании (0:2) и сборной США (5:2). Сборная Чили заняла третье место в группе и не пробилась в финальный раунд.
Принимал участие на Панамериканском чемпионате 1952 года, где был основным игроком и сыграл в 6 матчах на турнире, а сборная Чили заняла итоговое 2-е место. В составе сборной Чили играл на чемпионате Южной Америки 1953 года, где сыграл в 6 матчах на турнире. По итогам турнира сборная Чили заняла итоговое 4-е место. Всего за сборную Чили сыграл 24 матча.

### Смерть
Скончался 19 октября 1992 года в возрасте 65 лет.

## Достижения
«Коло-Коло»
- Чемпион Чили (2): 1953, 1956